# Доудлеби на Орлици
Доудлеби на Орлици (чеш. Doudleby nad Orlicí) је насељено мјесто са административним статусом варошице (чеш. městys) у округу Рихнов на Књежној, у Краловехрадечком крају, Чешка Република.

## Становништво
Према подацима о броју становника из 2014. године насеље је имало 1.876 становника.